# Rottara Rottara
Singles de Buono!
Gachinko de Ikō!
(2008) Co.no.mi.chi
(2009)
Rottara Rottara (ロッタラ ロッタラ) est le 5e single du groupe de J-pop Buono!, sorti le 12 novembre 2008 au Japon sur le label Pony Canyon. 
Il atteint la 8e place du classement Oricon. Sortent aussi une édition limitée du single avec un DVD bonus, et une version "Single V" (vidéo) trois semaines plus tard. La chanson-titre sert de générique de fin à la série anime Shugo Chara (2e saison : Shugo Chara!! Doki), et figurera sur le deuxième album du groupe, Buono! 2 de 2009, puis sur sa compilation The Best Buono! de 2010.

## Titres
CD Single : 
1. Rottara Rottara (ロッタラ ロッタラ?)
2. My Love (マイラブ?)
3. Rottara Rottara (instrumental) (ロッタラ ロッタラ...?)
4. My Love (instrumental) (マイラブ...?)

DVD de l'édition limitée : 
1. PV Jacket (...) Making Part 1 (PV・ジャケット撮影メイキング Part.1?)

Single V : 
1. Rottara Rottara (Clip vidéo)
2. Rottara Rottara (TV Program Version)
3. Rottara Rottara (Close Up Version)
4. PV & Jacket Making of Part 2 (PV・ジャケット撮影メイキング Part.2?)